# Windows Terminal
 Windows Terminal (có tên mã là Cascadia) là trình giả lập terminal cho Windows 10 do Microsoft viết. Nó bao gồm hỗ trợ cho Command Prompt, Powershell, WSL và SSH. Sau khi phát hành mã nguồn sơ thủy trên GitHub, một 'bản phát hành xem trước' đã được xuất bản lần đầu tiên lên Microsoft Store vào ngày 21 tháng 6 năm 2019.
Cùng với đó, Microsoft cũng cung cấp một font chữ dãn cách đều mới là Cascadia Code, font này được xây dựng với mục đích dành cho giao diện dòng lệnh mới. Font bao gồm các 'chữ ghép cho lập trình' và nó được thiết kế để nâng cao ngoại quan và cảm giác cho Windows Terminal, cho các ứng dụng terminal và cho các trình soạn thảo văn bản như Visual Studio và Visual Studio Code. Font chữ này là font nguồn mở theo Giấy phép Phông chữ Mở SIL và sẵn có trên GitHub. Nó được gói kèm với Windows Terminal kể từ phiên bản 0.5.2762.0.

## Tính năng
Windows Terminal là một front-end dòng lệnh: Nó có thể chạy nhiều ứng dụng terminal, bao gồm các 'shell dựa trên văn bản' trong một cửa sổ có nhiều tab. Nó có hỗ trợ theo cách "mở-hộp-dùng-ngay" cho Windows Command Prompt, Windows Powershell, PowerShell Core, Windows Subsystem for Linux (WSL) và Azure Cloud Shell Connector. Tất cả các thứ này theo mặc định đều hoạt động trên Windows Console.
Windows Terminal tăng cường cho 'trải nghiệm dựa trên văn bản' bằng cách cung cấp hỗ trợ cho:
- UTF-8 và UTF-16 [en] (bao gồm cả văn tự biểu ý CJK [en] và emoji)[a]
- Kết xuất văn bản có gia tốc phần cứng [en] qua DirectWrite
- Màu 24 bit [en]
- Hiệu ứng trong suốt [en] cửa sổ
- Hình nền
- Chủ đề [en]
- Chế độ toàn màn hình
- Trình tự ANSI/VT [en]
- Tách pane
- Tính tương thích của Microsoft Narrator [en] thông qua cây Tự động hóa Giao diện Người dùng [en] (UIA)[11]
- Sao chép văn bản vào clipboard [en] ở định dạng HTML và RTF